# Jacquemontia

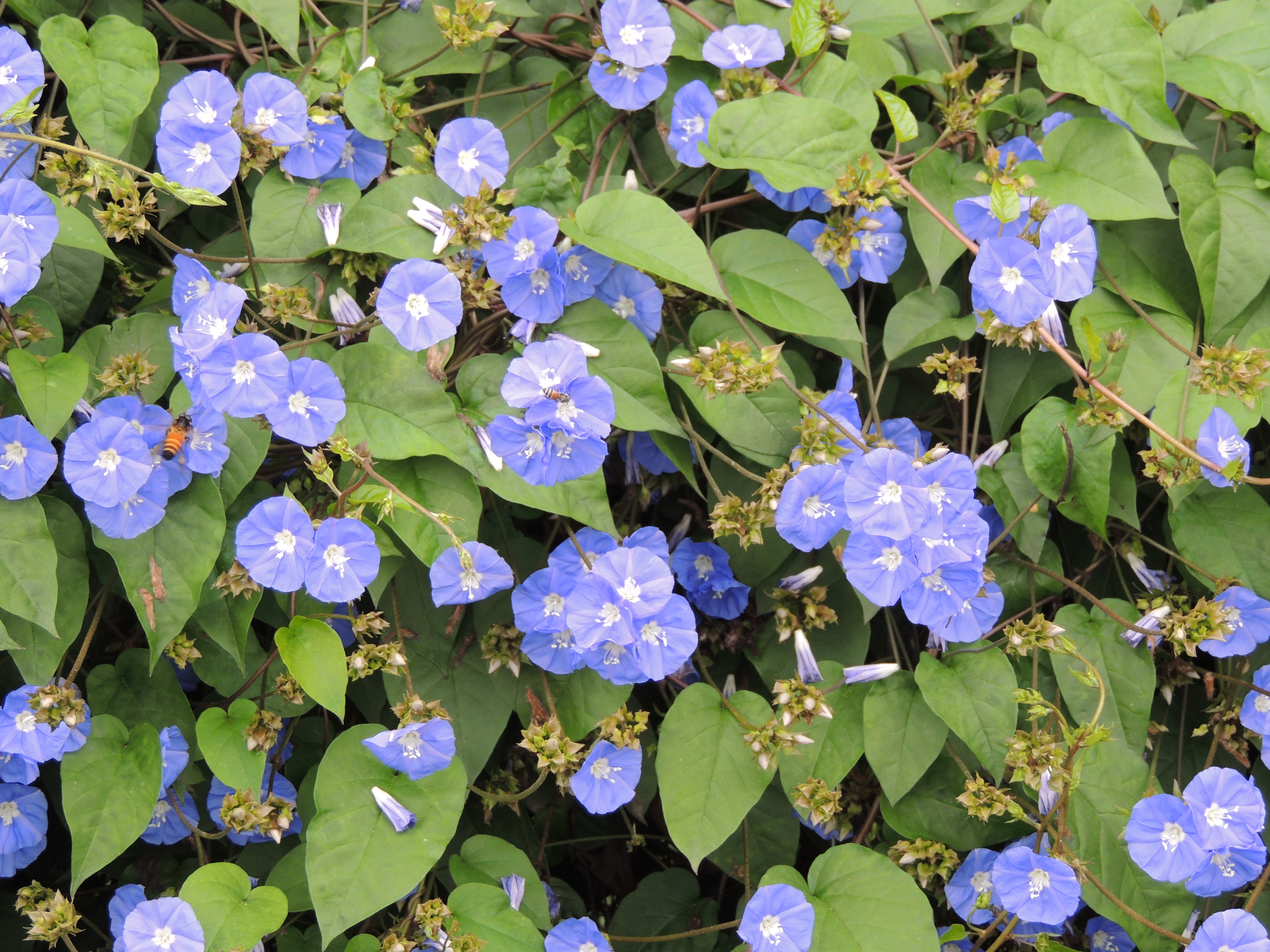
Jacquemontia violacea

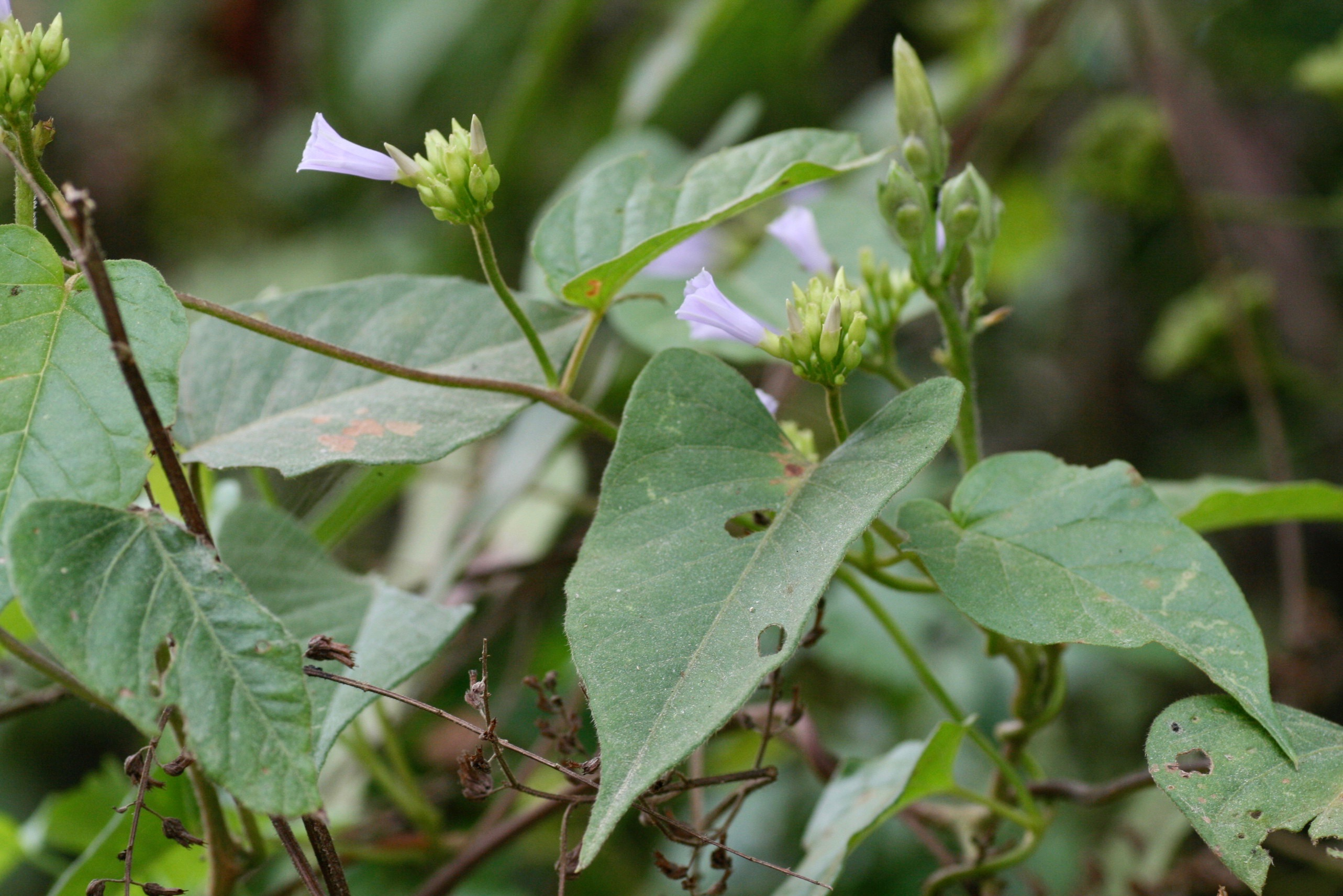
Jacquemontia ciliata

Jacquemontia – rodzaj roślin z rodziny powojowatych (Convolvulaceae). Obejmuje 106 gatunków. Występują one na wszystkich kontynentach w strefie międzyzwrotnikowej – na obu kontynentach amerykańskich, gdzie są najbardziej zróżnicowane, w Afryce, w południowej i wschodniej Azji, w Australii i wyspach Oceanii. Niektóre gatunki uprawiane są jako ozdobne, niektóre były też wykorzystywane jako rośliny lecznicze.
Nazwa rodzaju upamiętnia Victora Jacquemonta (1801–1832), francuskiego odkrywcę i botanika.

## Morfologia

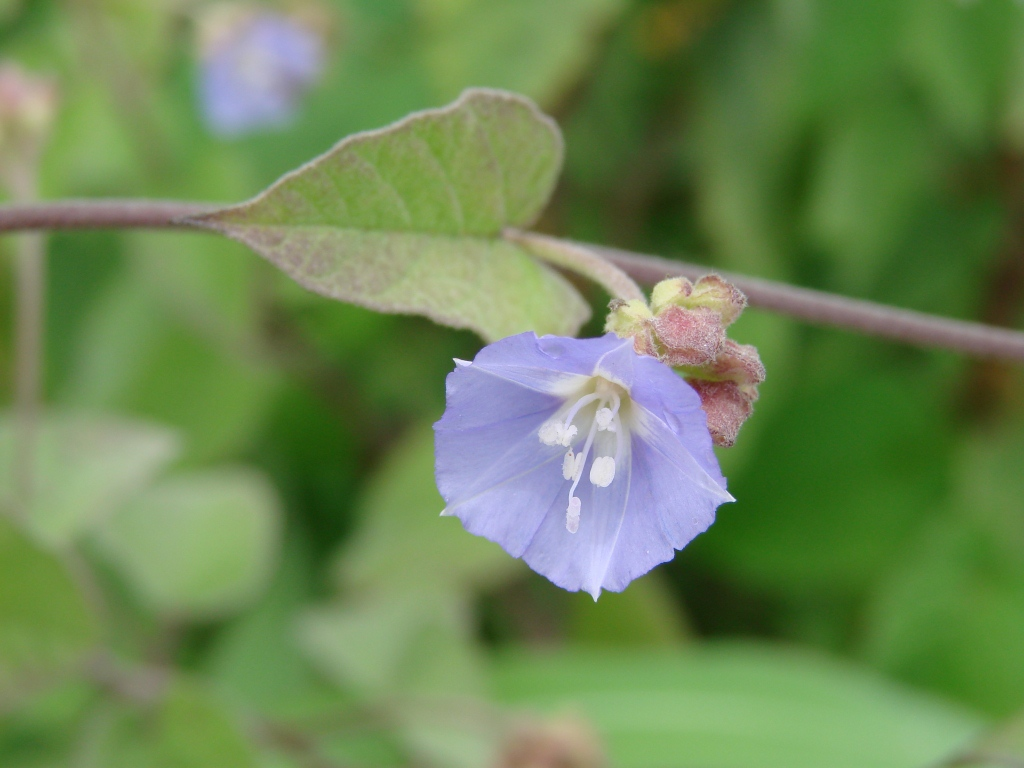
Jacquemontia evolvuloides

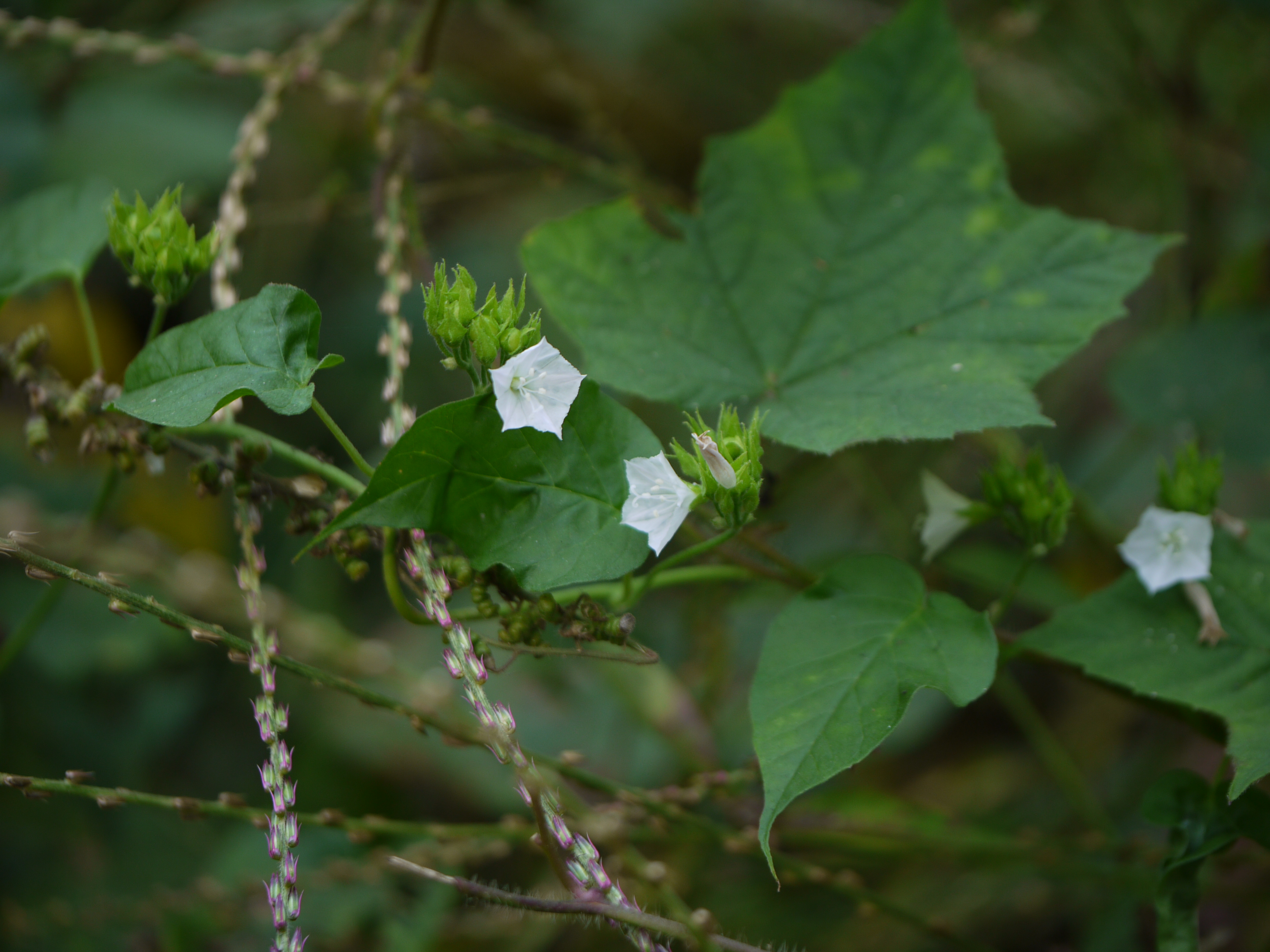
Jacquemontia paniculata

PokrójRośliny zielne (byliny i rośliny jednoroczne), półkrzewy, rzadko krzewy o pędach wspinających się, płożących, wznoszących się, zwykle owłosionych, z włoskami rozgałęzionymi, też gwiazdkowatymi, rzadko pojedynczymi i gruczołowatymi.
LiścieOgonkowe, o blaszce jajowatej, eliptycznej lub zaokrąglonej, zwykle całobrzegiej, nasadzie sercowatej, uciętej lub zbiegającej oraz wierzchołku ostrym lub tępym; osiągające do ok. 16 cm długości.
KwiatyWyrastają z kątów zebrane po kilka do kilkudziesięciu w kwiatostany wierzchotkowate, luźne lub gęste, rzadziej kwiaty pojedyncze. Podkwiatki zwykle drobne. Działki kielicha nierówne  lub równe, różnych kształtów, zwykle trwałe i powiększające się w czasie owocowania. Korona lejkowata lub dzwonkowata, zwykle niebieska lub biała, rzadziej różowa, lawendowa lub fioletowa; zwykle całobrzega i 5-kanciasta, czasem głęboko wcinana i wówczas z 5 łatkami. Zalążnia dwukomorowa, szyjka słupka pojedyncza, nitkowata, z dwoma językowatymi znamionami.
OwoceKulistawe torebki otwierające się 4 lub 8 klapami. Zawierają od jednego do czterech trójkanciastych nasion, o łupinie gładkiej, czasem oskrzydlonej lub z wąskimi garbkami.

## Systematyka
Pozycja systematyczna
Rodzaj z monotypowego plemienia Jacquemontieae z podrodziny Dichondroideae w obrębie rodziny powojowatych (Convolvulaceae).
Wykaz gatunków 
- Jacquemontia abutiloides Benth.
- Jacquemontia acrocephala Meisn.
- Jacquemontia acuminata Rusby
- Jacquemontia aequisepala M.Pastore & Sim.-Bianch.
- Jacquemontia anomala O'Donell
- Jacquemontia asarifolia L.B.Sm.
- Jacquemontia atlantica S.C.Nepom. & Buril
- Jacquemontia austiniana J.R.Grande
- Jacquemontia bahiensis O'Donell
- Jacquemontia blanchetii Moric.
- Jacquemontia boliviana J.R.I.Wood
- Jacquemontia bracteosa Meisn.
- Jacquemontia browniana Ooststr.
- Jacquemontia capitellata Choisy
- Jacquemontia cataractae Krapov.
- Jacquemontia cayensis Britton
- Jacquemontia cearensis Huber
- Jacquemontia chrysanthera Buril
- Jacquemontia chuquisacensis J.R.I.Wood
- Jacquemontia corymbulosa Benth.
- Jacquemontia cumanensis (Kunth) Kuntze
- Jacquemontia curtissii Peter ex Hallier f.
- Jacquemontia cuspidata J.R.I.Wood
- Jacquemontia cuyabana Hoehne
- Jacquemontia decipiens Ooststr.
- Jacquemontia densifolia (Chodat & Hassl.) Hassl.
- Jacquemontia diamantinensis Buril
- Jacquemontia eastwoodiana I.M.Johnst.
- Jacquemontia ekmanii O'Donell
- Jacquemontia elegans Helwig
- Jacquemontia estrellensis Krapov.
- Jacquemontia evolvuloides (Moric.) Meisn.
- Jacquemontia ferruginea Choisy
- Jacquemontia floribunda (Kunth) Hallier f.
- Jacquemontia frankeana (Schltdl.) M.Pastore & Sim.-Bianch.
- Jacquemontia fruticulosa Hallier f.
- Jacquemontia fusca (Meisn.) Hallier f.
- Jacquemontia gabrielii (Choisy) Buril
- Jacquemontia glabrescens (Meisn.) M.Pastore & Sim.-Bianch.
- Jacquemontia glaucescens Choisy
- Jacquemontia gracilis Choisy
- Jacquemontia gracillima (Choisy) Hallier f.
- Jacquemontia grisea Buril
- Jacquemontia guaranitica Hassl.
- Jacquemontia guianensis (Aubl.) Meisn.
- Jacquemontia havanensis (Jacq.) Urb.
- Jacquemontia heterotricha O'Donell
- Jacquemontia holosericea (Weinm.) O'Donell
- Jacquemontia itatiayensis (Kuntze) K.Schum.
- Jacquemontia lasioclados (Choisy) O'Donell
- Jacquemontia linarioides Meisn.
- Jacquemontia linoides (Choisy) Meisn.
- Jacquemontia longipedunculata J.R.I.Wood
- Jacquemontia lorentzii (Kuntze) Peter ex O'Donell
- Jacquemontia macrocalyx Buril
- Jacquemontia mairae J.R.I.Wood & R.Clegg
- Jacquemontia martii Choisy
- Jacquemontia mexicana (Loes.) Standl.
- Jacquemontia mucronifera (Choisy) Hallier f.
- Jacquemontia multiflora Hallier f.
- Jacquemontia nipensis Alain
- Jacquemontia nodiflora (Desr.) G.Don
- Jacquemontia oaxacana (Meisn.) Hallier f.
- Jacquemontia obcordata (Millsp.) House
- Jacquemontia ochracea Sim.-Bianch. & Pirani
- Jacquemontia ovalifolia (Choisy) Hallier f.
- Jacquemontia paniculata (Burm.f.) Hallier f.
- Jacquemontia pannosa (R.Br.) Mabb.
- Jacquemontia paraguayensis Britton
- Jacquemontia parviflora Choisy
- Jacquemontia pentanthos (Jacq.) G.Don
- Jacquemontia peruviana Helwig
- Jacquemontia pinetorum Standl. & Steyerm.
- Jacquemontia polyantha (Cham. & Schltdl.) Hallier f.
- Jacquemontia pringlei A.Gray
- Jacquemontia prostrata Choisy
- Jacquemontia pycnocephala Benth.
- Jacquemontia reclinata House
- Jacquemontia revoluta Sim.-Bianch.
- Jacquemontia robertsoniana Buril & Sim.-Bianch.
- Jacquemontia rojasiana O'Donell
- Jacquemontia rozynskii Standl.
- Jacquemontia rufa (Choisy) Hallier f.
- Jacquemontia sandwicensis A.Gray
- Jacquemontia saxicola L.B.Sm.
- Jacquemontia selloi (Meisn.) Hallier f.
- Jacquemontia serpyllifolia (Kunth) Urb.
- Jacquemontia smithii B.L.Rob. & Greenm.
- Jacquemontia solanifolia (L.) Hallier f.
- Jacquemontia sphaerocephala Meisn.
- Jacquemontia sphaerostigma (Cav.) Rusby
- Jacquemontia spiciflora (Choisy) Hallier f.
- Jacquemontia staplesii Buril
- Jacquemontia subsessilis Moric.
- Jacquemontia tamnifolia (L.) Griseb.
- Jacquemontia tomentella (Miq.) Hallier f.
- Jacquemontia tuerckheimii Urb.
- Jacquemontia turneroides (Chodat & Hassl.) Hassl.
- Jacquemontia unilateralis (Roem. & Schult.) O'Donell
- Jacquemontia velloziana (Mart.) O'Donell
- Jacquemontia velutina Choisy
- Jacquemontia verticillata (L.) Urb.
- Jacquemontia villosissima Ooststr.
- Jacquemontia warmingii O'Donell
- Jacquemontia weberbaueri Helwig
- Jacquemontia zollingeri (Choisy) Hallier f.